# Engyprosopon xenandrus
Engyprosopon xenandrus är en fiskart som beskrevs av Gilbert, 1905. Engyprosopon xenandrus ingår i släktet Engyprosopon och familjen tungevarsfiskar. Inga underarter finns listade i Catalogue of Life.